# Qādiān
Qādiān är en ort i Indien.   Den ligger i distriktet Gurdaspur och delstaten Punjab, i den norra delen av landet, 400 km nordväst om huvudstaden New Delhi. Qādiān ligger 254 meter över havet och antalet invånare är 21 015.
Terrängen runt Qādiān är mycket platt. Runt Qādiān är det tätbefolkat, med 709 invånare per kvadratkilometer. Närmaste större samhälle är Batāla, 16,4 km väster om Qādiān. Trakten runt Qādiān består till största delen av jordbruksmark.